# Papilio helenus
Espèce
Papilio helenus ou Hélène rouge est une espèce d'insectes lépidoptères (papillons) qui appartient à la famille des Papilionidae, à la sous-famille des Papilioninae et au genre Papilio, originaire d'Asie du Sud, du Sud-Est et de l'Est.

## Description

### Imago
L'envergure est comprise entre 9 et 12 cm. La femelle est en moyenne plus grande que le mâle.
À l'avers les ailes sont noires. Les ailes antérieures sont saupoudrées d'écailles plus claires et s'éclaircissent dans la partie marginale et submarginale. Les ailes postérieures sont prolongées par des queues noires en forme de spatule. Elles portent une grande macule blanche près du bord supérieur, une ou deux lunules rose et une ocelle noire cerclée de rose dans la partie submarginale, et une ocelle noire cerclée de rose dans l'angle tornal. La femelle porte généralement plus de marques roses que le mâle.
Au revers les ailes antérieures sont identiques à l'avers. Les ailes postérieures sont saupoudrées d'écailles blanches à la base, particulièrement au niveau des veines.  Elles portent une macule blanche près du bord supérieur de l'aile, une série de cinq lunules roses ainsi qu'une ocelle formée d'un point noir cerclé de rose dans la partie submarginale, et une autre ocelle similaire dans l'angle tornal. Il ya parfois une lunule bleue près du bord supérieur de l'aile.
Le corps est noir avec des macules blanches sur la tête et les côtés du thorax, une double ligne blanche et des macules blanches sur les côtés de l'abdomen.

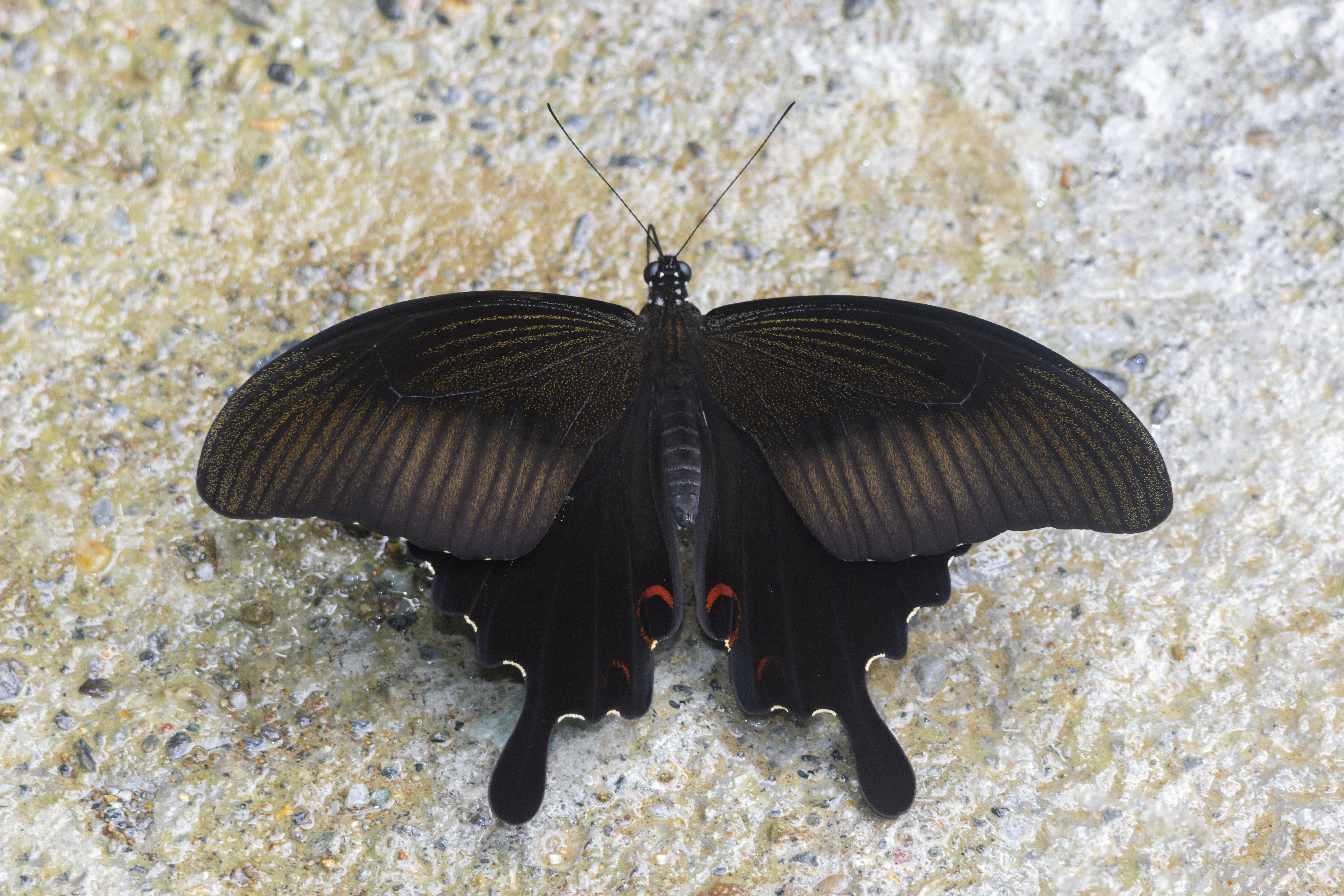
Papilio helenus (avers)
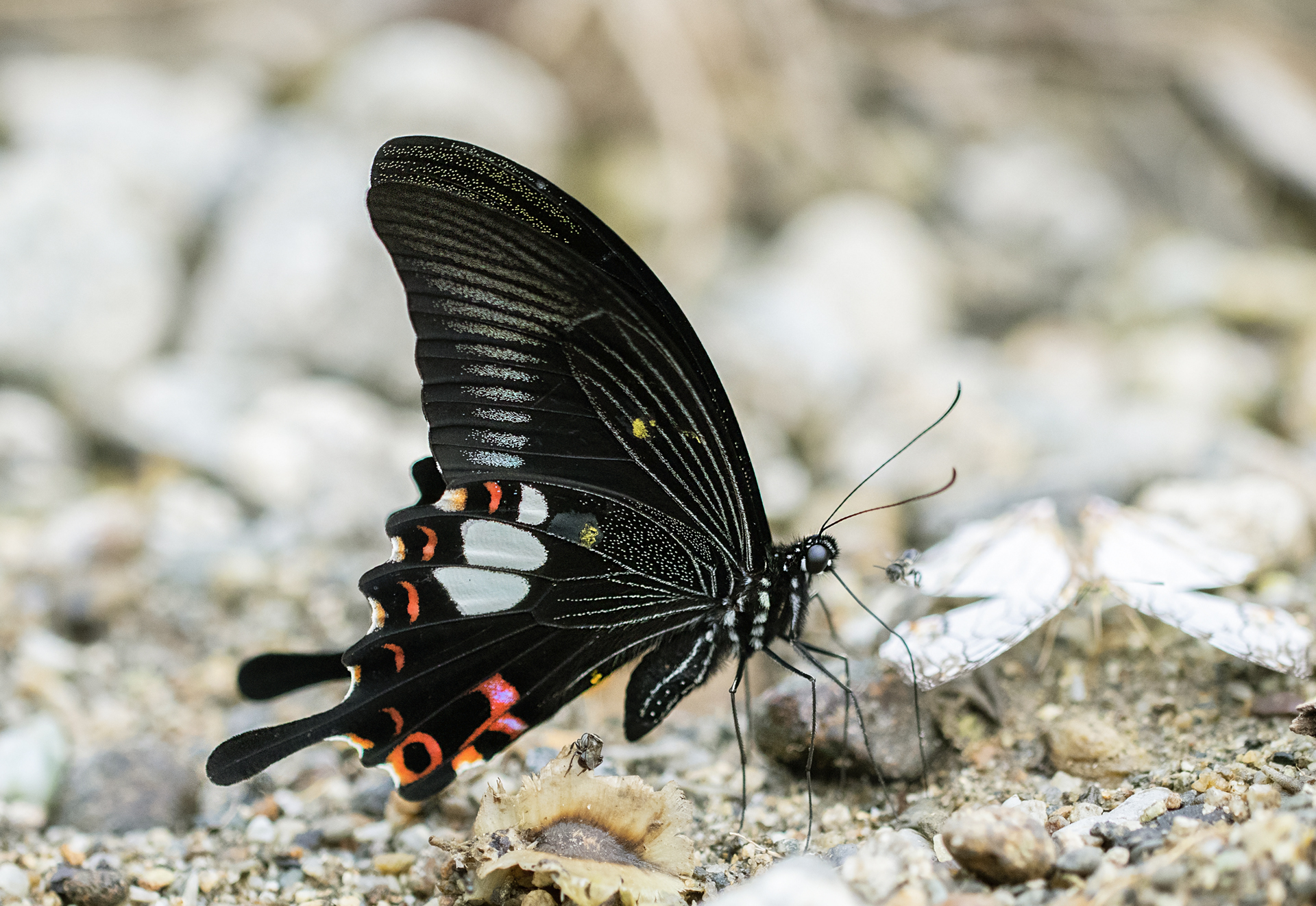
Papilio helenus, ailes repliées
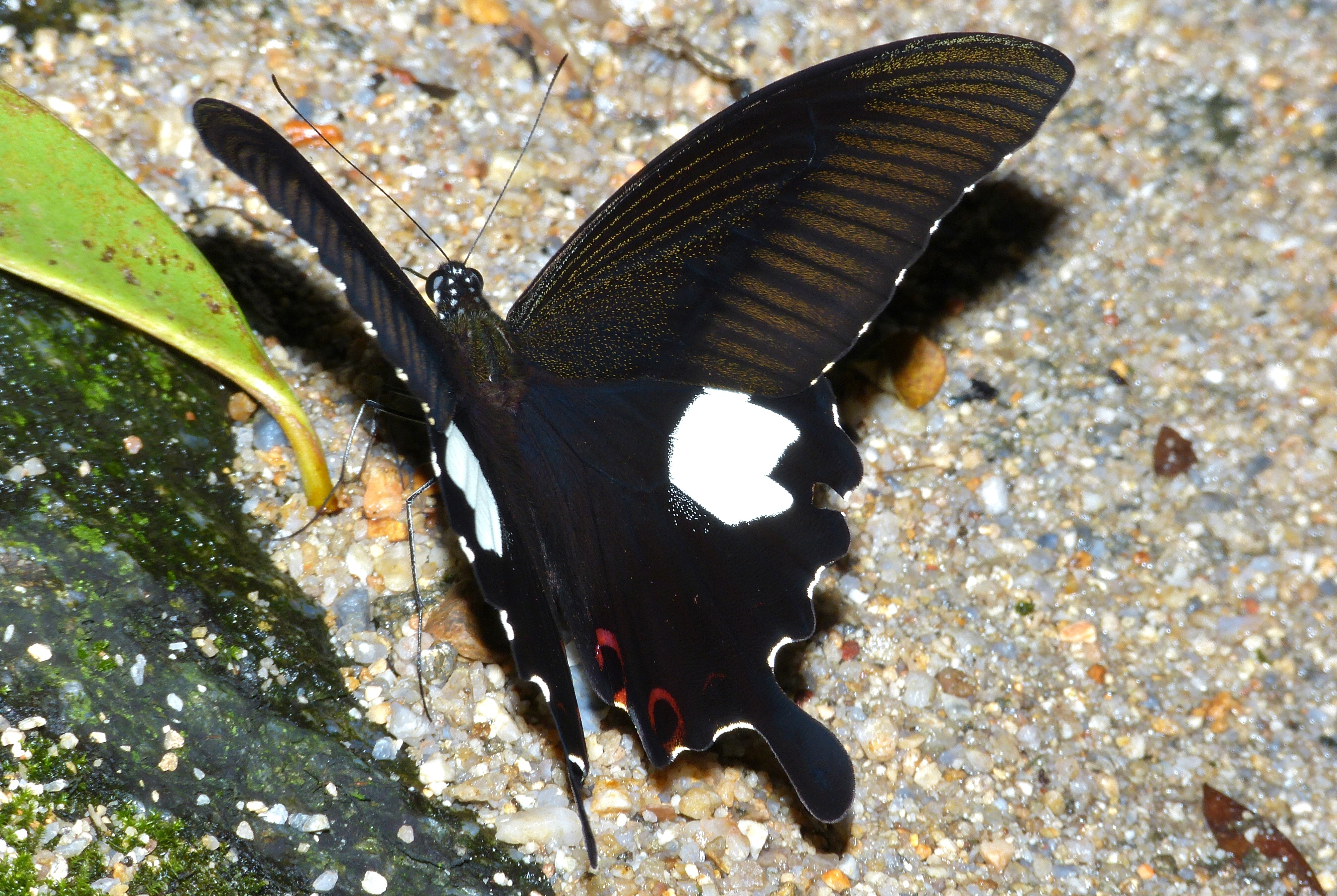
Papilio helenus, avec la macule blanche des ailes antérieures bien visible

### Juvéniles
Les oeufs sont jaunes et sphériques. Les chenilles sont marron, maculées de blanc et luisantes et imitent ainsi des fientes d'oiseaux. Au dernier stade elles deviennent vertes et mat, avec la tête, le ventre et les pattes de couleur beige. Elles ont en outre trois ceinture beiges et une crête à l'avant du corps qui porte des ocelles à chaque extrémité. La chrysalide est fixée à son support par son cremaster et par une ceinture de soie. Elle est très arquée et de couleur verte.

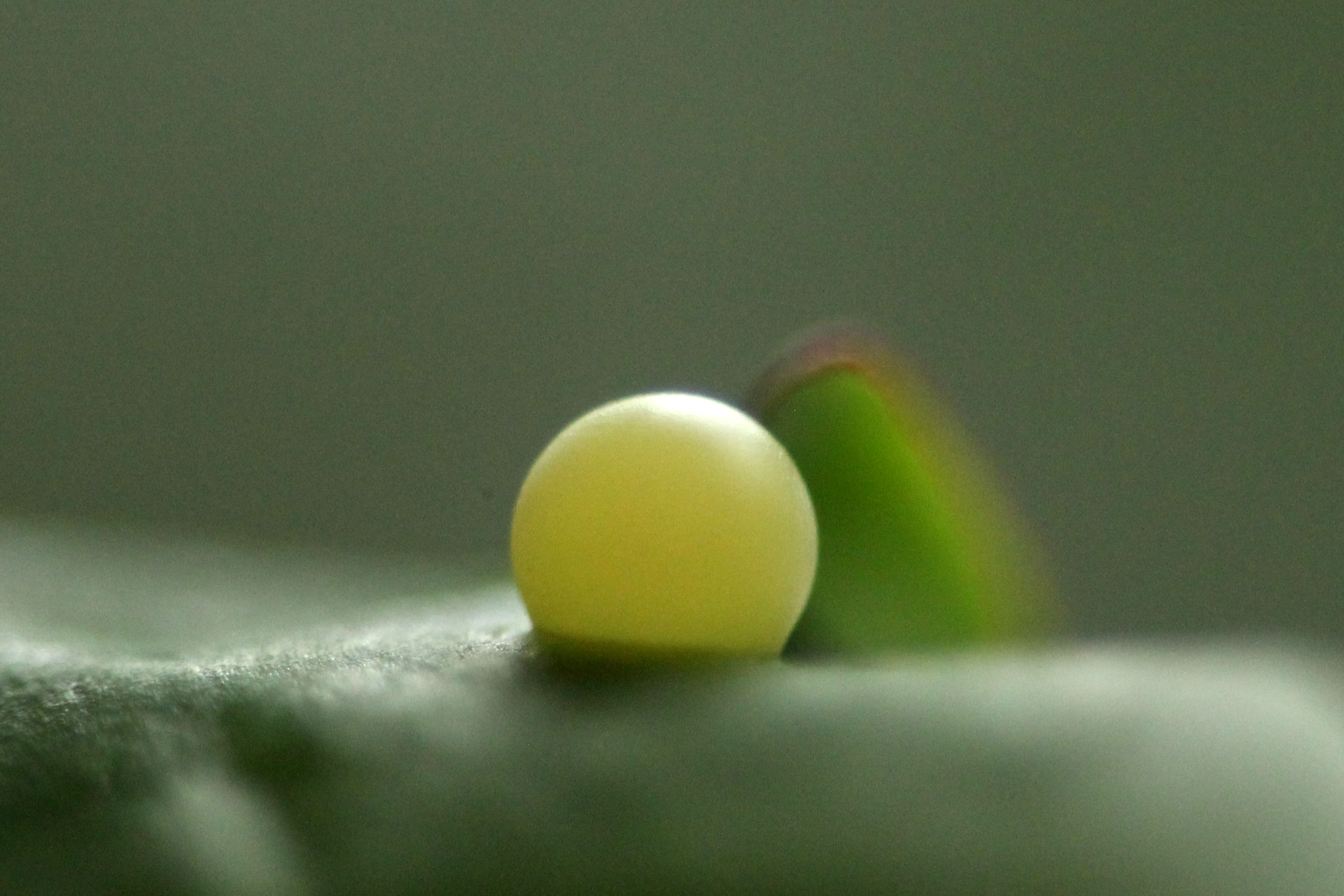
oeuf
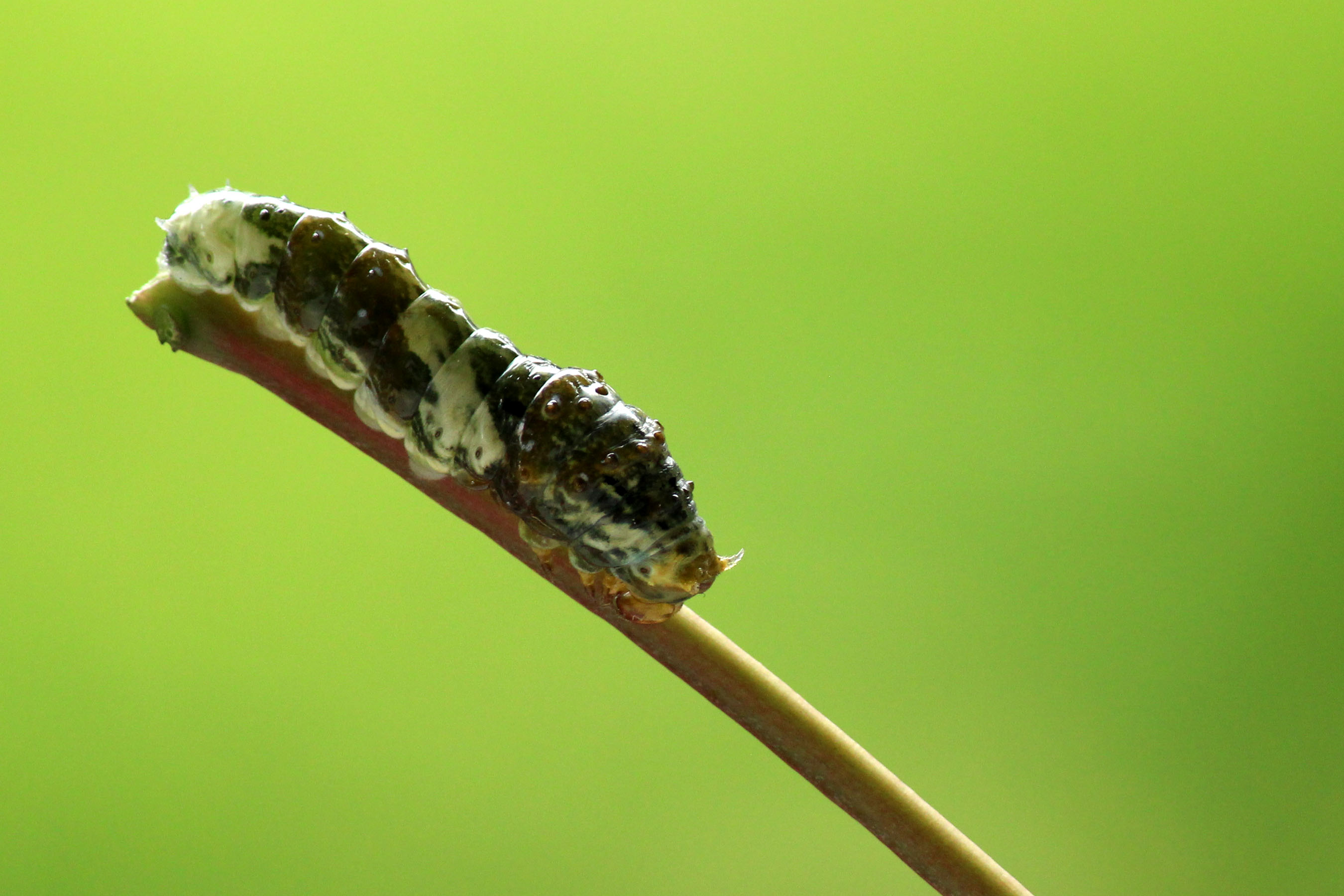
jeune chenille
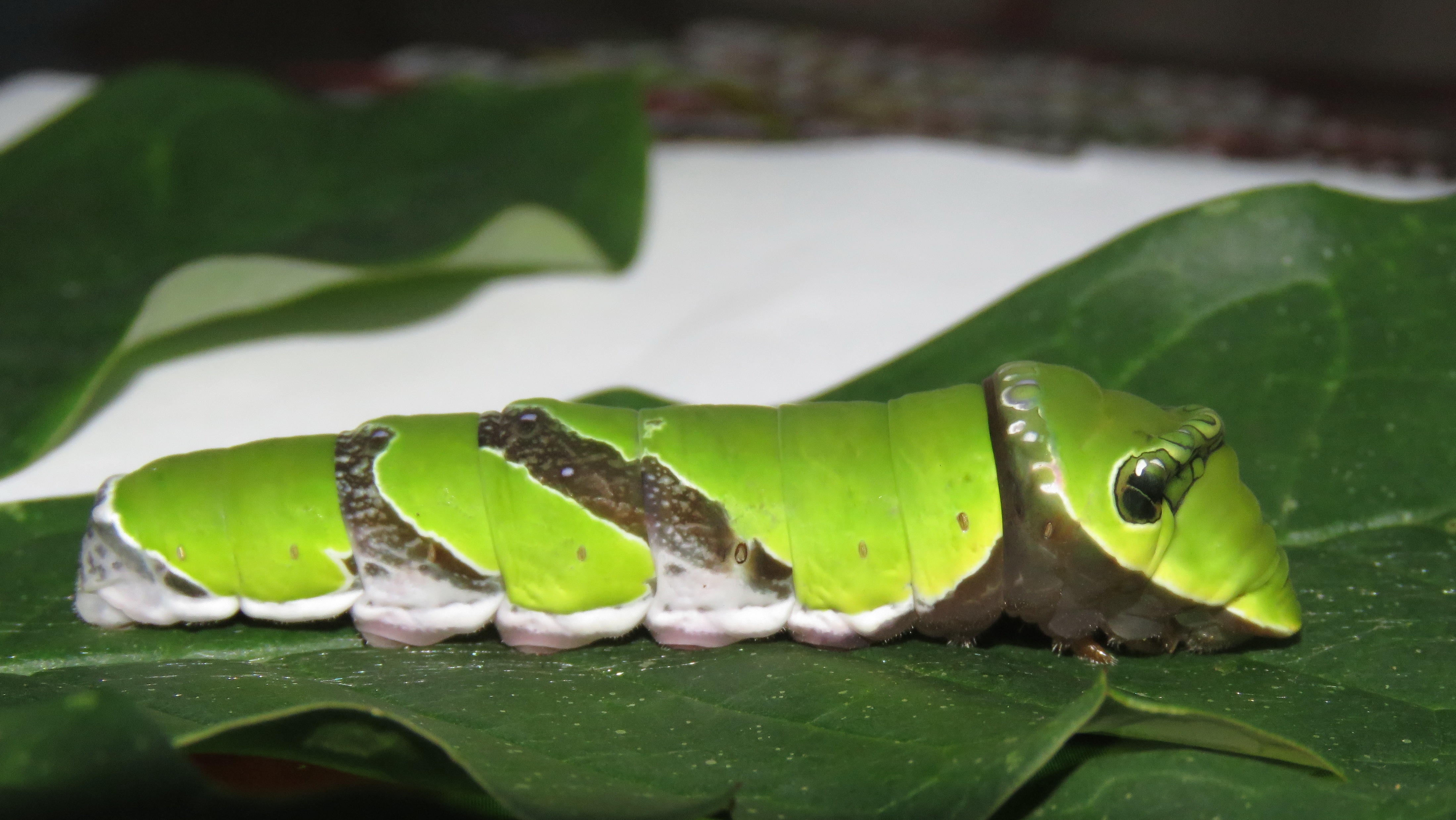
Chenille
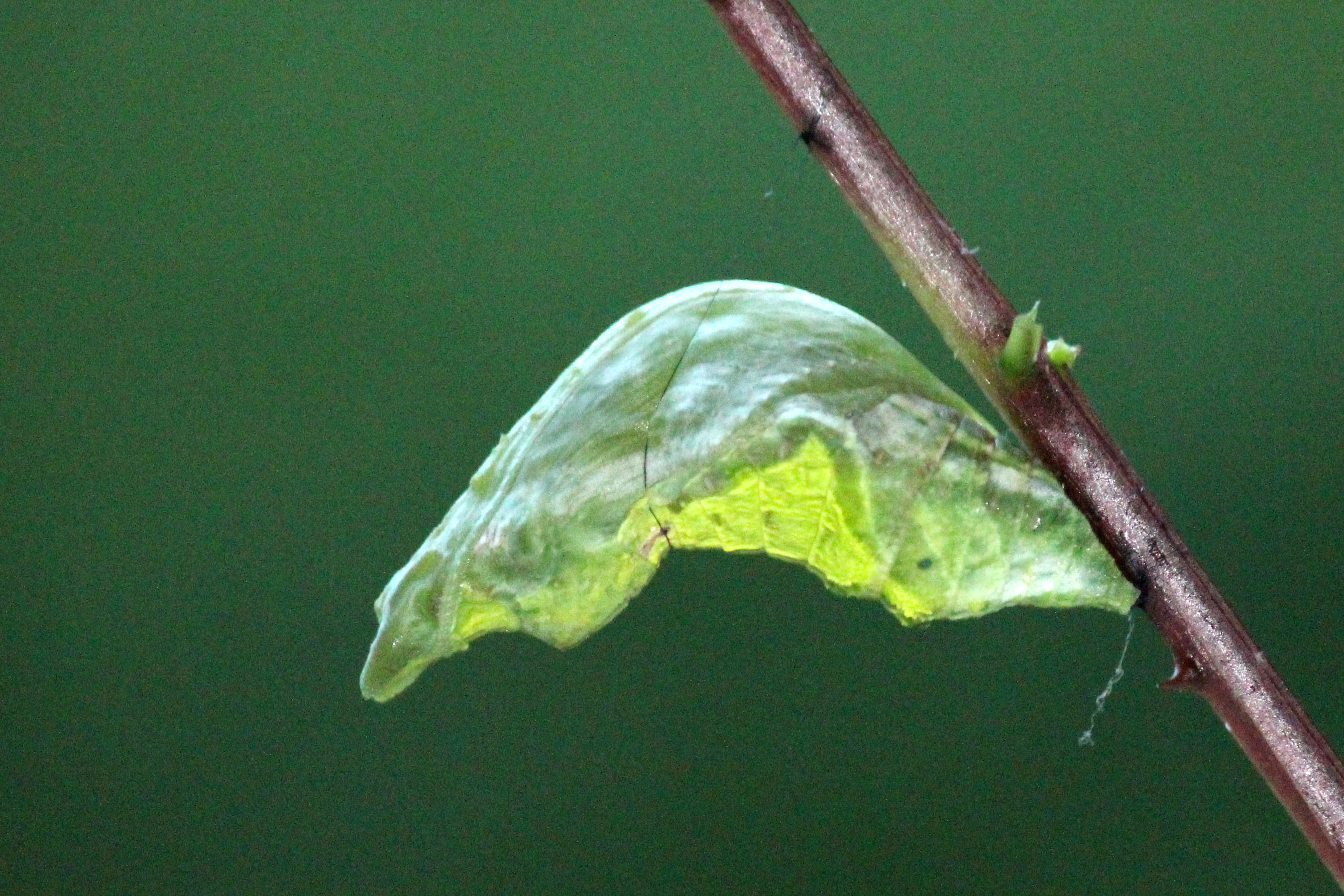
Chrysalide

## Écologie
La femelle pond ses œufs isolément sur la plante-hôte. Cette espèce utilise comme plante-hôte des plantes de la famille des Rutacées : genre Citrus, Zanthoxylum et Euodia, ainsi que Toddalia asiatica, Fortunella japonica, Phellodendron amurense et Poncirus trifoliata.
Les chenilles passent par cinq stades avant de se transformer en chrysalide. Elles consomment leur coquille après l'éclosion puis se nourrissent des feuilles et des pétioles de la plante-hôte. 
Comme toutes les espèces de Papilionides les chenilles possèdent derrière la tête un osmeterium, organe fourchu qu'elles déploient pour faire fuir les prédateurs.
La chrysalide est maintenue tête en haut par une ceinture de soie, comme chez les espèces proches.

Les adultes volent le long des chemins et des pistes forestières, avec un battement d'aile irrégulier, et volent plus haut pour trouver du nectar. Les mâles sont souvent observés en train de faire du mud-puddling sur des sols humides.

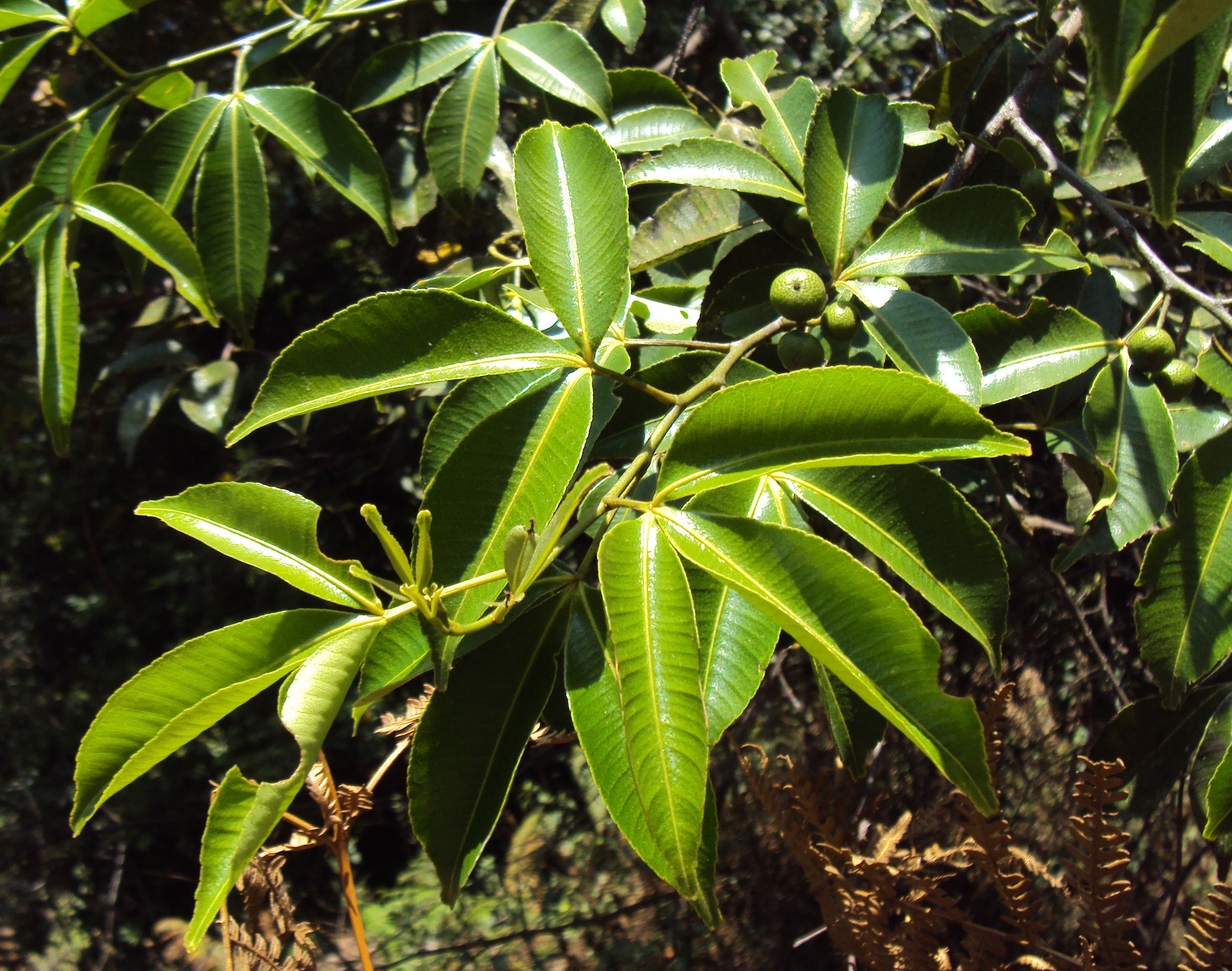
Toddalia asiatica (plante-hôte)
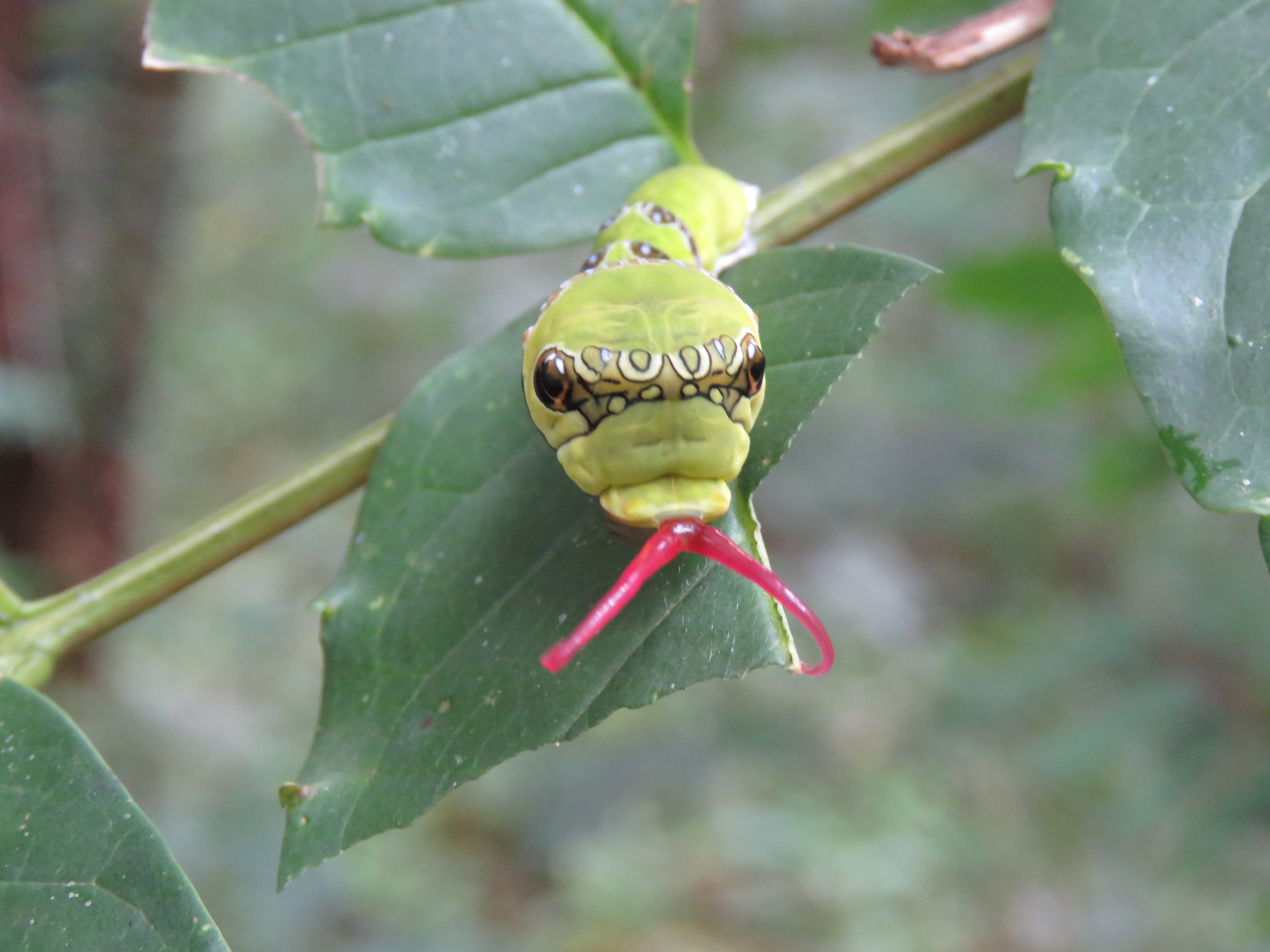
Chenille avec son osmeterium sorti, imitant une tête de serpent
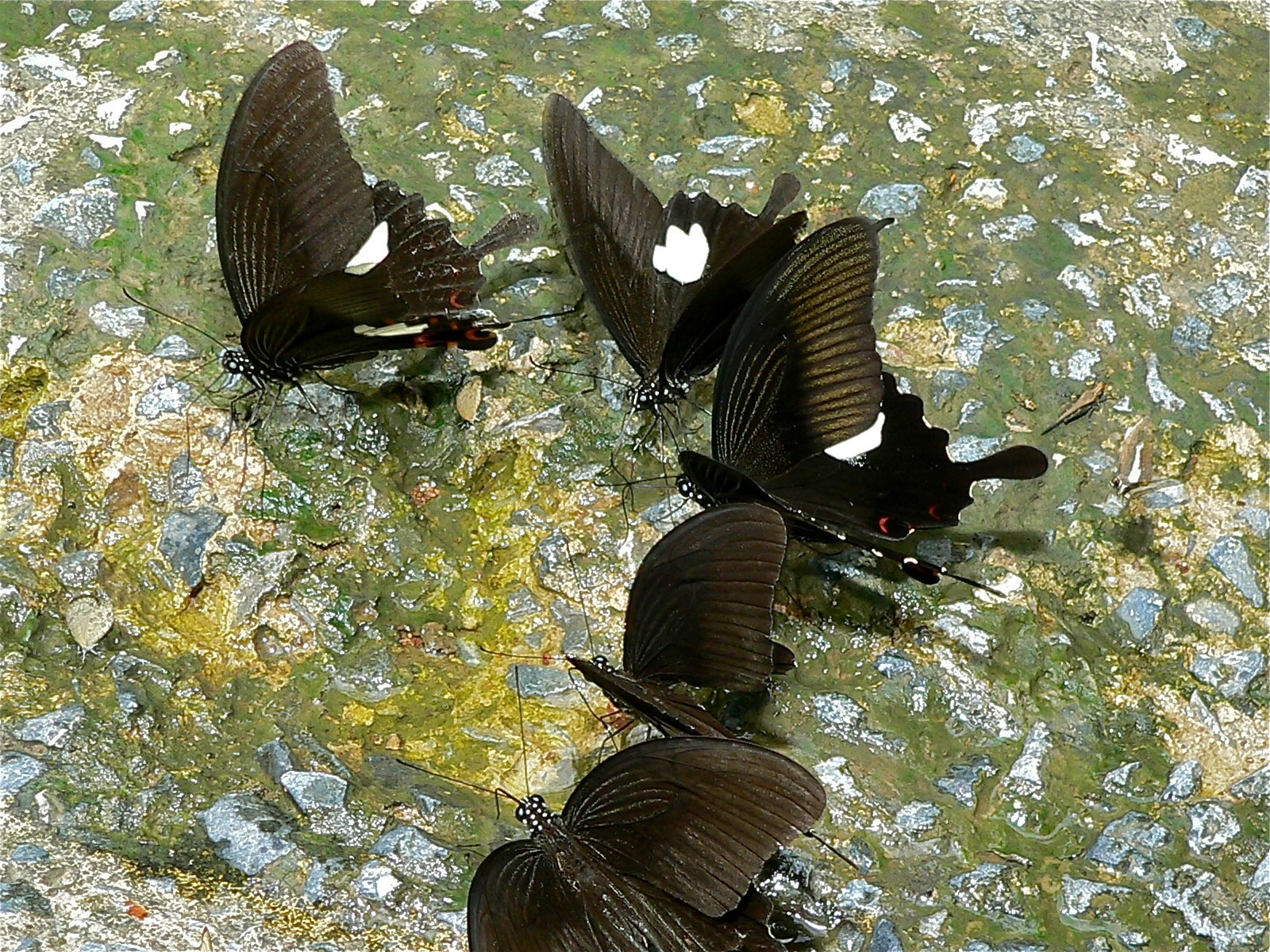
Groupe de Papilio helenus faisant du mud-puddling.

## Habitat et répartition
Papilio helenus est présent en Asie du Sud, de l'Est et du Sud-Est : Inde (sud et nord-est), Népal, Sri Lanka, Birmanie, Thaïlande, Bangladesh, Bhoutan, Chine (sud, y compris Hainan), Vietnam, Laos, Taïwan, Japon (sud), Corée du Sud, îles Ryukyu, Cambodge, Malaisie (péninsule et est), Brunei, Philippines et Indonésie (Sumatra, Java, Bangka, Kalimantan et les Petites îles de la Sonde (à l'exception de Tanimbar)). L'espèce vit essentiellement dans les forêts.

## Systématique
Cette espèce a été décrite pour la première fois par Carl von Linné en 1758 dans son Systema Naturae.

### Sous-espèces[6]
- Papilio helenus helenus  : Inde (nord), Indochine, Chine, Malaisie
- Papilio helenus hystaspes C. & R. Felder, 1862 : Philippines
- Papilio helenus nicconicolens Butler, 1881: Japon
- Papilio helenus daksha Hampson, 1888 : sud de l'Inde
- Papilio helenus palawanicus Staudinger, 1888 : Philippines (Palawan, Balabac)
- Papilio helenus enganius Doherty, 1891 : Sumatra, Java, Lombok, Borneo
- Papilio helenus mooreanus Rothschild, 1895 : Sri Lanka
- Papilio helenus biseriatus Rothschild, 1895 : Timor
- Papilio helenus tambora Rothschild, 1908 : Sumbawa
- Papilio helenus mangarinus Rothschild, 1908 : Florès
- Papilio helenus jindanus Rothschild, 1908 : Sumba
- Papilio helenus fortunius Fruhstorfer, 1908 : Taïwan
- Papilio helenus boloboca Page & Treadaway, 1996 : Philippines (Sanga Sanga, Tawitawi)

## Papilio helenuset l'Homme

### Nom vernaculaire
Papilio helenus est appelé en anglais "Red Helen".

### Menaces et conservation
Cette espèce n'est pas évaluée par l'UICN. Son aire de répartition est vaste et en 1985 elle était considérée comme commune et non menacée.